# Pegomya magnicercalis
Pegomya magnicercalis är en tvåvingeart som beskrevs av Wei 1988. Pegomya magnicercalis ingår i släktet Pegomya och familjen blomsterflugor. Inga underarter finns listade i Catalogue of Life.